# MSC Lirica
MSC Lirica — це круїзний корабель, власником та менеджером якого є компанія MSC. Він поміщає 2069 пасажирів у 795 кабінах. Близько 700 працівників обслуговують клієнтів.